# 28 septembre 1967
Le jeudi 28 septembre 1967 est le 271e jour de l'année 1967.

## Naissances
- Carole Richert, actrice française
- Cathy Barry, actrice de film pornographique britannique
- Gabriel Kemzo Malou, sculpteur sénégalais
- Luana Borgia, actrice pornographique italienne
- Lyudmila Petkova, femme politique bulgare
- Mara Gabrilli, politicienne brésilienne
- Maxime Lefebvre, diplomate français
- Mira Sorvino, actrice américaine
- Moon Unit Zappa, actrice américaine
- Sophie Aubert, diplomate
- Steffen Zesner, nageur allemand
- Włodzimierz Zawadzki, lutteur polonais

## Décès
- Carl Dair (né le 14 février 1912), typographe, designer, conférencier, enseignant et écrivain canadien
- Erika Kickton (née le 21 mai 1896), compositrice allemande
- Robert Waelder (né le 20 février 1900), psychanalyste austro-américain

## Événements
- Début du championnat d'Europe masculin de basket-ball 1967